# Sophrops mindanaoensis
Sophrops mindanaoensis är en skalbaggsart som beskrevs av Moser 1924. Sophrops mindanaoensis ingår i släktet Sophrops och familjen Melolonthidae. Inga underarter finns listade i Catalogue of Life.